# Herrschaft Schwarza
Die Herrschaft Schwarza war ein Territorium im Fränkischen Reichskreis, das sich ab 1676 im Besitz der Grafen zu Stolberg befand, die auf ihre Rechte daran endgültig im Jahre 1886 zugunsten der dortigen, im Königreich Preußen gelegenen Gemeinde Schwarza verzichteten.

## Geschichte
Schwarza gehörte seit der Landesteilung der Grafen von Henneberg 1274 zur Linie Hartenberg (später Römhild). Der Ort entwickelte sich zum Verwaltungsmittelpunkt des hartenberg-römhildischen Streubesitzes in nördlichen Franken. Als 1549 mit Graf Albrecht von Henneberg-Römhild diese Linie ausstarb, entwickelte sich daraus ein über 100 Jahre währender Erbschaftsstreit aus, in dessen Folge Schwarza im Jahre 1676 an die im Harz regierenden Grafen zu Stolberg gelangte. Die größte Zahl des Amtsdörfer des früheren Amtes Schwarza fiel jedoch an die Wettiner und gingen im Amt Kühndorf auf, das ab 1660 zu Sachsen-Zeitz und ab 1718 zum Kurfürstentum Sachsen gehörte und 1815 preußisch wurde.
Von 1710 bis 1748 gab es als eigener Zweig der älteren Hauptlinie des Stolberger Grafenhauses die Linie Stolberg-Schwarza. Dieser Zweig wurde vom jüngsten Sohn des Grafen Ludwig Christian zu Stolberg begründet. Nachdem Graf Heinrich August zu Stolberg-Schwarza 1748 ohne Söhne gestorben war, fiel dessen Besitz an die Hauptlinie Stolberg-Wernigerode zurück. Seine Witwe zog nach Wernigerode, wo sie im Schieferhaus am Lustgarten residierte. 
Um die Landeshoheit und die Rechte, die die Wettiner und die Grafen zu Stolberg in der kleinen Herrschaft Schwarza ausübten, kam es immer wieder zu unterschiedlichen Auffassungen. Der Vorstoß des Grafen Henrich zu Stolberg-Wernigerode auf dem Wiener Kongress, Schwarza gegen den mitten der Grafschaft Wernigerode vor dem Westerntor in Wernigerode in Richtung Brocken  gelegenen Ort Hasserode einzutauschen, konnte nicht verwirklicht werden.
Einen zweiten Versuch, den Rechtszustand der seit 1815 im Kreis Schleusingen des Regierungsbezirks Erfurt der preußischen Provinz Sachsen gelegenen gräflich-stolberg-wernigerödischen Herrschaft Schwarza gab es 1860, aber auch er blieb ohne Einigung. Letztendlich verkaufte 1886 Graf Otto zu Stolberg-Wernigerode seine verbliebenen Rechte an der Herrschaft Schwarza, die hauptsächlich als gräfliche Domäne genutzt wurde, an die dortige Gemeinde.
Verwaltungsmittelpunkt der Herrschaft Schwarza war das im Ortszentrum gelegene Schloss.